# Карнукаев, Рамазан Салавдыевич
Рамазан Салавдыевич Карнукаев (род. 29 ноября 2000, Сунжа, Ингушетия, Россия) — российский боксёр-любитель, выступающий в тяжёлой и в супертяжёлой весовых категориях.
Мастер спорта России, член национальной сборной России в 2020-х годах, бронзовый призёр Всероссийской Спартакиады (2022), чемпион России среди молодёжи до 22 лет (2021), серебряный призёр Спартакиады молодежи России (2021), победитель международного турнира на призы короля Марокко Мухаммеда VI (2023), многократный победитель и призёр международных и всероссийских турниров в любителях.
Среди полупрофессионалов победитель Суперсерии Национальной студенческой лиги бокса (2022) в супертяжёлом весе.

## Биография
Рамазан Карнукаев родился 29 ноября 2000 года в городе Сунжа, в Ингушетии, в России.
Сегодня проживает в городе Москве и является студентом университета «Синергия».

## Любительская карьера

### 2019—2020 годы
В ноябре 2019 года впервые участвовал во взрослом чемпионате России проходившем в Самаре в весовой категории до 91 кг, но там он в первом раунде соревнований по очкам единогласным решением судей проиграл Вадиму Щеблыкину.
В конце ноября 2020 года в Оренбурге вновь участвовал на взрослом чемпионате России в категории свыше 91 кг борясь за возможность войти в состав национальной сборной для участия в квалификационном отборочном турнире на Олимпийские игры в Токио, но опять в первом же раунде соревнований по очкам единогласным решением судей проиграл опытному Марку Петровскому.

### 2021—2022 годы
В мае 2021 года, в Серпухове стал чемпионом России среди молодёжи (19—22 лет) в категории свыше 91 кг, где он в четвертьфинале по очкам победил опытного Алексея Дронова, затем в полуфинале по очкам победил Евгения Рябцева, и в финале по очкам победил Эмина Хатаева.
И в июне 2021 года участвовал на чемпионате Европы среди молодежи (до 22 лет) в городе Розето-дельи-Абруцци (Италия), в весе свыше 91 кг, где он в первом раунде соревнований по очкам (5:0) победил поляка Оскара Сафаряна, но в четвертьфинале по очкам раздельным решением судей (2:3) проиграл венгру Левенте Киссу, — который в итоге стал бронзовым призёром чемпионата Европы среди молодежи 2021 года.
В конце июля 2021 года, в Уфе (Башкортостан) стал серебряным призёром V летней Спартакиады молодежи России (19—22 лет), где он в финале опять проиграл представителю Московской области Марку Петровскому.
В конце августа 2021 года в Кемерово был зарегистрирован как участник на чемпионате России в категории свыше 92 кг, но в первом раунде соревнований не вышел на бой против опытного Хожиакбара Мамакова.
В августе 2022 года, в Москве стал бронзовым призёром в категории свыше 92 кг Всероссийской Спартакиады между субъектами РФ по летним видам спорта среди сильнейших спортсменов, где он в полуфинале единогласным решением судей проиграл опытному Алексею Дронову, — который в итоге стал победителем Всероссийской Спартакиады 2022 года.
В конце сентября 2022 года в Чите участвовал на чемпионате России в категории свыше 92 кг. Где он в 1/8 финала соревнований по очкам единогласным решением судей (5:0) победил Андрея Тюфякова, но затем в четвертьфинале по очкам единогласным решением судей (0:5) проиграл опытному Ивану Верясову, — который в итоге стал бронзовым призёром чемпионата России 2022 года.
Карнукаев входит в состав сборной команды города Москвы, а с 2022 года также является резервным боксёром в составе сборной команды России по боксу, и сборной Центрального Федерального округа — занимая высокое место в рейтинге российских боксёров, так как на последних Всероссийских турнирах проигрывал только лучшим боксёрам — как правило чемпионам России.

### 2023 год
В феврале 2023 года стал победителем международного турнира на призы короля Марокко Мухаммеда VI в Марракеше (Марокко), где он в 1/8 финала соревнований по очкам (5:0) победил опытного марокканца Мохамеда Фириса, в четвертьфинале по очкам раздельным решением судей победил опытного австрийца Ахмеда Хагага, затем в полуфинале по очкам единогласным решением судей (5:0) победил опытного боксёра из Египта Юсри Хафеза, а в финале по очкам единогласным решением судей (5:0) победил хорвата Луку Пратлячича.
В августе 2023 года в Хабаровске участвовал на чемпионате России в категории свыше 92 кг, но в 1/8 финала соревнований по очкам (0:5) он проиграл опытному Святославу Тетерину.

## Профессиональная карьера
10 декабря 2022 года в Иркутске (Россия) стал победителем финала Суперсерии Национальной студенческой лиги бокса, когда он в бою среди полупрофессионалов техническим нокаутом в 5-м раунде победил соотечественника Оруджа Мамедова.

## Спортивные результаты

### В любителях
- Чемпионат России среди молодёжи до 22 лет 2021 года — ;
- V летняя Спартакиада молодежи России (19—22 лет) 2021 года — ;
- Всероссийская спартакиада 2022 года — ;
- Международный турнир на призы короля Марокко Мухаммеда VI 2023 года — ;

### В полупрофессионалах
- Суперсерия Национальной студенческой лиги бокса 2022 года — .